# Сименс АГ
Вижте пояснителната страница за други значения на Сименс.
Siemens AG (на немски: Siemens Aktiengesellschaft, немско произношение: [ˈzi: mɛns], в български източници изписвана като Сименс) е германска компания със седалища в Берлин и Мюнхен, Германия, индустриален конгломерат, най-голямата производствена компания в Европа и една от най-големите в света в областта на електротехниката и електрониката. Има клонове в около 190 страни и приблизително 285 производствени предприятия (125 от тях в Германия), в които са заети близо 380 000 служители.
Днешният концерн е образуван през 1966 г. чрез сливането на предшестващите го компании Siemens & Halske AG, Siemens-Schuckertwerke AG и Siemens-Reiniger-Werke AG. Развива се в 6 основни бизнес направления: комуникации и информатика, автоматика и контрол, енергетика, транспорт, медицина, осветление. Компанията също така има интереси във финансите, строителството, битовата техника, водопречиствателните технологии и бизнес услугите.
Акции на компанията са включени в изчислителната база на следните фондови индекси: DAX, S&P Global 100, Dow Jones EuroStoxx 50, Dow Jones Stoxx 50, Dow Jones Global Titans 50.

## Продукция
Обширната продуктова гама на Siemens AG включва основно:
- Автоматизация и задвижваща техника за преработващата и обработваща промишленост (SIMATIC, Sinumerik, Sitrans)
- Пренос и разпределение на енергия (напр. трансформатори, разпределителни уредби, високоволтови линии за постоянен ток)
- Генератори
- Скоростни кутии
- Съединители
- Съоръжения за електростанции, автоматика, телематика
- Медицинска техника, например рентгенови системи, компютърна томография, магнитно-резонансна томография, позитронно-емисионна томография
- Комутационна апаратура за ниско напрежение: разпределителни уредби за захранващи устройства, компоненти за електроразпределение, командни и сигнални устройства, комплектни шкафови системи (мощни прекъсвачи и др.)
- Въоръжение[2]
- Подвижен железопътен състав като ICE, локомотиви, мотриси за метро, S-Bahn (градски железници) и трамвай, също железопътни автоматизация, сигнализация, блокировка, електрификация, виж Сименс Мобилити
- Техника за безопасност: технология за откриване на пожар, алармена техника, видеонаблюдение, контрол на достъпа, пожарогасителна техника
- Софтуер, по-специално за управление на жизнения цикъл на изделията, Plant Simulation (имитационно моделиране на производствени процеси)
- Металургични заводи
- Турбини: вятърни турбини, парни- и газови турбини
- Компресори